# Geschichte des Ukrainian Canadian Committee im Zweiten Weltkrieg
Das Ukrainian Canadian Committee (Abkürzung: UCC, deutsch: Ukrainisch-Kanadisches Komitee) war ein von seiner Gründung 1940 bis zu seiner Umbenennung zum Ukrainian Canadian Congress im Jahr 1989 unter diesem Namen bekanntes Komitee, das sich die Interessenvertretung und -wahrung der ukrainischen Minderheit in Kanada zur Aufgabe gemacht hatte.

## Situation der ukrainischen Gemeinschaft in Kanada bei Ausbruch des Zweiten Weltkrieges
1939 war die ukrainische Gemeinschaft in Kanada zweierlei geteilt: Einerseits in zwei große politische Lager, andererseits innerhalb der politischen Lager in Fraktionen. Es gab einerseits ein pro-sowjetisches Lager, welches die territoriale Einigung der Ukraine unter sowjetischer Herrschaft forcierte. Andererseits gab es ein anti-sowjetisches Lager, welches in heterogener Zusammensetzung und weitestgehend ohne geschlossenes Programm oder klare Strategie eine unabhängige Ukraine ohne polnische oder sowjetische Fremdherrschaft forcierte.
Innerhalb des anti-sowjetischen Lagers existierten fünf Haupt-Fraktionen, welche sich im Winter 1939/1940 zu vereinen versuchten. Dieser Versuch scheiterte und es entstanden zwei rivalisierende Organisationen: Das Representative Committee of Ukrainian Canadians (Abkürzung: RCUC, Deutsch: Repräsentativ-Komitee der Ukrainischen Kanadier) und das Ukrainian Central Committee of Canada (Abkürzung: UCCC, Deutsch: Ukrainisches Zentral-Komitee Kanadas).
Diese beiden Zentralorgane vereinten die überwiegende Mehrheit der ukrainischen Bevölkerung in Kanada, jedoch rivalisierten sie politisch um die Berechtigung zur alleinigen Repräsentation der Gemeinschaft.
Die pro-sowjetischen Kräfte der Gemeinschaft hatten seit dem Ausbruch des Zweiten Weltkriegs in Europa, wenn überhaupt, nur noch sehr geringe Einflussmöglichkeiten; gerade auch, da sie seit dem Molotov-Ribbentrop-Pakt vom August 1939 aktiv gegen die kanadischen Kriegsbemühungen in Europa protestierten und somit von Repressalien, wie Enteignungen, Betätigungsverboten und Inhaftierungen, betroffen waren.
Währenddessen agitierten die anti-sowjetischen Ukrainer bereits unmittelbar nach Ausbruch des Krieges für die kanadischen Kriegsbemühungen und konnten zeitnah hohe Mobilisierungszahlen ihrer Mitglieder für die kanadische Armee vorweisen.

## Gründung des UCC und Kontroversen
Im November 1940, nur kurze Zeit nachdem das RCUC und das UCCC sich noch gegenseitig der feindlichen Aktivitäten bezichtigt hatten, fanden sich die beiden rivalisierenden Organisationen in der kanadischen Stadt Winnipeg zum neugegründeten UCC zusammen. Das UCC hatte die Aufgabe, der anti-sowjetischen ukrainischen Gemeinschaft in Kanada eine geeinte Stimme zu verleihen und gemeinsam für einen unabhängigen und vereinten ukrainischen Nationalstaat in Europa zu kämpfen. Zusätzlich war auch die Bündelung der eigenen Kriegsbemühungen für die kanadischen Kriegsmühen in Europa ein Ziel des neu geschaffenen Zentralorgans.
In der Forschung wird die Frage nach den Gründen für den plötzlichen Kurswechsel der beiden vormals intensiv rivalisierenden Organisationen kontrovers diskutiert. Insbesondere die Einflüsse des britischen und kanadischen Geheimdienstes und des britischen Osteuropa-Experten Tracy Phillips auf die Gründung des UCC wird unterschiedlich bewertet.

## Aktivitäten und politischer Einfluss des UCC bis Juni 1941
Das UCC war bis Juni 1941 hauptsächlich mit zwei Kernaktivitäten befasst: Zum Ersten wurden die Kriegsmühen, welche die ukrainische Gemeinschaft zugunsten der Kanadischen Armee erbrachte, weiter vorangebracht und dafür für den aktiven Kriegsdienst in der kanadischen Armee innerhalb der eigenen Gemeinschaft mobilisiert sowie mithilfe der in Kanada verbliebenen Mitglieder ein Unterstützungsnetzwerk für die kanadischen Truppen und ihre ukrainischen Mitglieder, welche in Europa kämpften, aufgebaut.
Zum Zweiten wurde vor der kanadischen Regierung kontinuierlich der Wunsch nach der Unterstützung für einen unabhängigen ukrainischen Nationalstaat in Europa vorgetragen. Das UCC konnte hierbei einige prominente Unterstützer in der kanadischen Regierung gewinnen und im Frühjahr 1941 erste politische Erfolge erzielen. Dazu zählten unter anderem eine Aufforderung hoher kanadischer Regierungsoffizieller an die polnische Exilregierung in London, der Region Galizien, in welcher viele Ukrainer lebten, in einer Nachkriegsordnung einen Status der Autonomie einzuräumen. Selbst Premierminister Mackenzie King bekräftigte im Mai 1941, dass er, unter Berücksichtigung der Kriegsbemühungen der ukrainischen Gemeinschaft, den Wunsch nach Schaffung eines unabhängigen ukrainischen Nationalstaates in Europa für zukünftige internationale Konferenzen berücksichtigen würde.

## Wandlung der politischen Einflussmöglichkeit ab Juni 1941
Nach dem Überfall Nazi-Deutschlands auf die Sowjetunion am 22. Juni 1941 änderte sich das politische Umfeld, in welchem das UCC agierte, unmittelbar. Wurde die Sowjetunion aufgrund des Molotov-Ribbentrop-Paktes vonseiten der kanadischen Regierung zuvor noch als Verbündeter Deutschlands – und somit als Feind – angesehen, bekräftigte Großbritanniens Premierminister Churchill innerhalb weniger Tage, dass das Britische Empire an der Seite der Sowjetunion stünde. Der Kanadische Handelsminister, MacKinnon versprach daraufhin kanadisches Getreide an die Sowjetunion zu liefern, falls die (Sowjet-)Ukraine von der deutschen Armee besetzt würde.
In den folgenden Monaten und Jahren bekräftigten immer weitere Teil der politischen Führung Kanadas, dass man an der Seite der Sowjetunion stand. Auch Premierminister King gab eindeutig pro-sowjetische Positionen von sich.
Die innenpolitische Lage der ukrainischen Gemeinschaft änderte sich mit dieser neuen außenpolitischen Realität drastisch. Ihre Aktivitäten wurden nun als Hindernis für die anlaufenden kanadisch-sowjetischen Beziehungen gesehen und öffentliche Zusagen zu UCC-Positionen waren für Regierungsangehörige nicht mehr möglich. In Folge der Re-Aktivierung der pro-sowjetischen Presse und pro-sowjetischer politischer Organisationen in Kanada, musste sich das UCC und mit ihm verbundene Einzelpersonen, welche sich für einen ukrainischen Nationalstaat einsetzten, fortan gegen zahlreiche Denunziationskampagnen verteidigen und ihre fortlaufende Unterstützung der kanadischen Kriegsmühen immer wieder bekräftigen. Zwar versuchte das UCC während dieser Zeit noch die kanadische Politik wie vormals für die eigenen Interessen zu beeinflussen, stieß dabei aber auf geringe Kooperationsbereitschaft der kanadischen Regierungsoffiziellen. Der letzte große, organisierte Versuch während des Zweiten Weltkriegs die Neuformierung Europas zu ihren Gunsten zu beeinflussen, war der „Victory Congress“ im Juni 1943. Auf diesem wurde neben der fortwährenden Unterstützung der kanadischen Kriegsmühen in Europa auch weiterhin der Wunsch nach einem ukrainischen Nationalstaat bekräftigt. In der kanadischen Politik ließ sich jedoch keine Unterstützung für den veranstalteten Kongress und seine Ziele finden. Aufgrund der Taktik, die vom Britischen Empire und den USA 1941 ausgerufene Atlantic-Charta zur Unterstützung der eigenen Ziele zu nutzen, forderte der kanadische Minister für die Sowjetunion, Dana Wilgress, gar, dass Kanada die Atlantic Charter ablehnen solle, um die Beziehungen zur Sowjetunion nicht weiter zu gefährden.

## Politische Handlungen rund um das Ende des Krieges
Nachdem die Realisation einsetzte, dass das UCC bei der Neuordnung Europas am Ende des Krieges keine entscheidende Rolle spielen könnte, wandten sich viele kanadische Ukrainer vom Traum einer unabhängigen Ukraine ab und akzeptierten die vereinte Sowjetukraine als zu dieser Zeit bestmögliche Option um nicht die Bindung zur Heimat vollends zu verlieren. Das UCC fokussierte sich am Ende des Krieges vor allem auf das Schicksal der in den westlichen Besatzungszonen Europas gestrandeten Ukrainer, welche aus unterschiedlichen Gründen nicht in die Sowjetukraine zurückkehren konnten oder wollten. Es wurde ein Fond zur finanziellen Unterstützung ukrainischer Displaced Persons geschaffen und die kanadische Regierung wurde aufgefordert sich der Menschen anzunehmen. Diese war auch unmittelbar nach Ende des Krieges noch an einer weiterhin guten Beziehung mit der Sowjetunion interessiert, lenkte aber 1946 im Kontext des aufkommenden Kalten Krieges und der sowjetisch-kanadischen Affäre rund um die Flucht des sowjetischen Botschafts-Mitarbeiters Igor Sergejewitsch Gouzenko ein und begann immer mehr ukrainischen DPs den Zutritt nach Kanada zu gewähren.